# Præsidenten (film fra 1919)
|  | For andre betydninger, se Præsidenten |
Præsidenten er dansk dramastumfilm fra 1919 instrueret af Carl Theodor Dreyer og baseret på en roman af Karl Emil Franzos.

## Plot
Dommeren i en dansk by ser sin uægte datter overfor en retssag for mordet på hendes nyfødte barn og er temmelig sikker på, at hun vil blive dømt til døden. Hun blev gravid af en aristokrat, der ikke ønsker at gifte sig med hende. Den samme skæbne er sket med hendes mor, selv om han ikke fik lov til at gifte sig på grund af et løfte han havde givet til sin far, der havde til at gifte sig under rang efter at pigen blev gravid. Som forventet straf for hans datter er død, han beder om en benådning, men dette er ikke givet, selvom han er forfremmet. Så han beslutter sig for at befri hende og få hende ud af landet for enhver pris.